# إمبير أف ذ سن
إمبير أف ذا سن Empire Of The Sun هو فريق موسيقى إلكترونية إسترالى تكون عام 2006 .

## وصلات خارجية
- إمبير أف ذ سن على موقع ميوزك برينز (الإنجليزية)
- إمبير أف ذ سن على موقع رولينغ ستون (الإنجليزية)
- إمبير أف ذ سن على موقع أول ميوزيك (الإنجليزية)
- إمبير أف ذ سن على موقع ديسكوغز (الإنجليزية)
- موقع الفرقة الرسمي